# Alexandra Hänel
Alexandra Hänel (* 1974) ist eine ehemalige deutsche Schwimmerin, die sich auf das Brustschwimmen spezialisiert hatte. Sie gewann eine Bronzemedaille bei Weltmeisterschaften.

## Sportliche Karriere
Alexandra Hänel startete für den SV Rhenania Köln. Bei den Deutschen Meisterschaften 1989 gewann sie die Titel über 100 Meter Brust, 200 Meter Brust und 200 Meter Lagen. Über 200 Meter Brust gewann sie 1990 in München und 1991 in Hamburg zwei weitere Meistertitel. 1995 in Waiblingen erschwamm Hänel, nun für TSV Bayer Dormagen antretend, auf der Kurzbahn den Meistertitel über 200 Meter Brust.
Bei den Europameisterschaften 1989 in Bonn erreichte die westdeutsche 4-mal-100-Meter-Lagenstaffel mit Sandra Völker, Alexandra Hänel, Susanne Bosserhoff und Marion Aizpors den vierten Platz. 1991 bei den Weltmeisterschaften in Perth schlug Hänel über 200 Meter Brust als Fünfte an. Auch über 100 Meter Brust wurde Hänel Fünfte, allerdings im B-Finale. In der Lagenstaffel schwamm sie im Vorlauf mit, im Endlauf gewann die Staffel mit Jana Dörries auf der Brustlage die Bronzemedaille. Seit 1984 erhalten auch nur im Vorlauf eingesetzte Schwimmerinnen eine Medaille.